# Bertha Hill

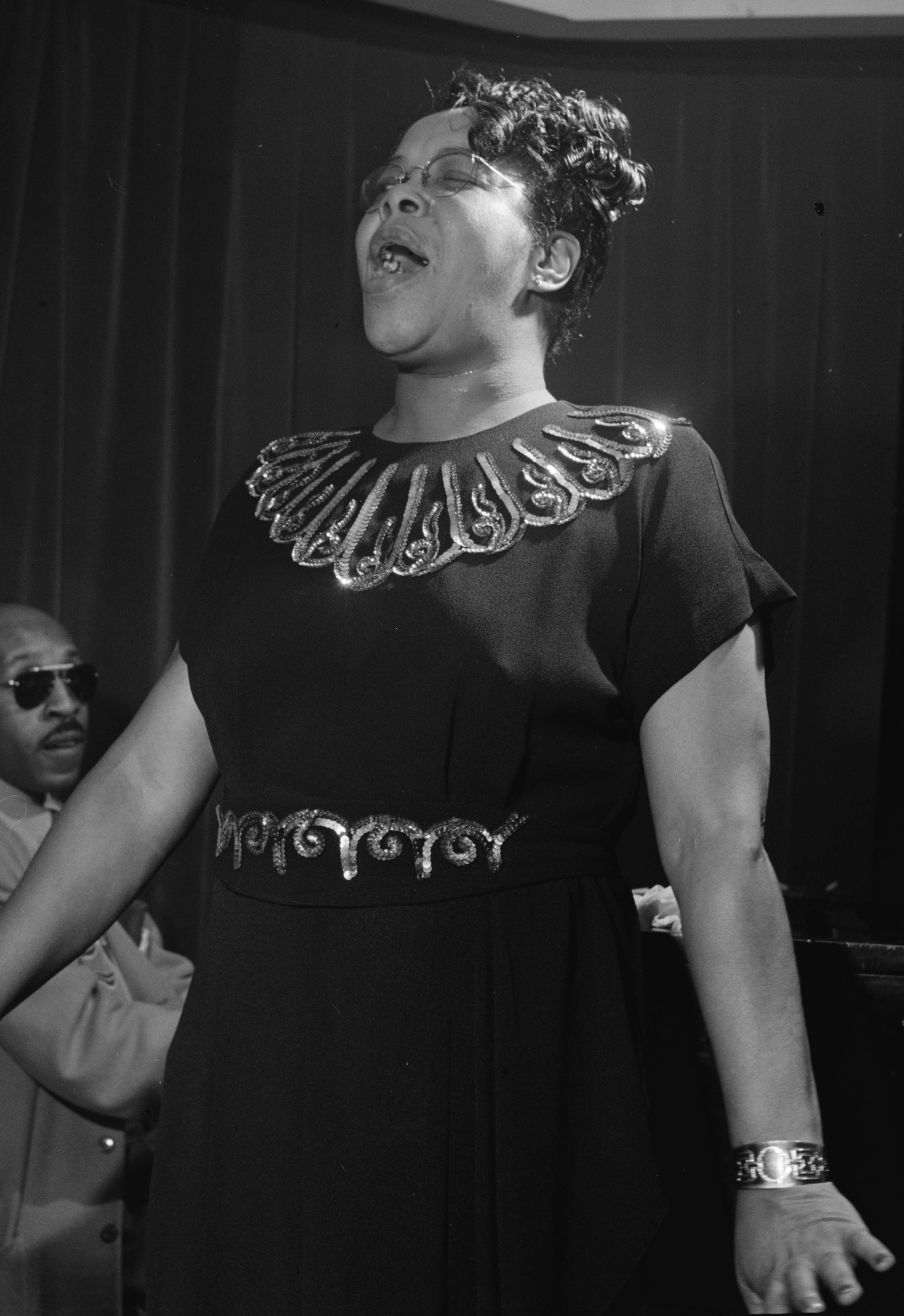
Bertha Chippie Hill um 1947.
Fotografie von William P. Gottlieb.

Bertha „Chippie“ Hill (* 15. März 1905 in Charleston, South Carolina; † 7. Mai 1950 in New York City, New York) war eine US-amerikanische Blues-, Jazz- und Vaudeville-Sängerin und -Tänzerin.

## Leben und Wirken
Bertha „Chippie“ Hill wurde als eines von sechzehn Kindern geboren und wuchs in New York auf. Sie begann ihre Karriere als Tänzerin in Harlem und arbeitete 1919 bei Ethel Waters. Im Alter von 14 Jahren erhielt sie den Spitznamen „Chippie“ bei ihrem Auftritt im Leroy’s, einem damals bekannten New Yorker Nachtclub, wegen ihres jugendlichen Alters. Sie trat auch mit Ma Rainey als Mitglied der Rabbit Foot Minstrels auf, danach etablierte sie sich mit ihrer eigenen Show in Tourneen der Theater Owners Booking Association zu Beginn der 1920er Jahre.
Um das Jahr 1925 ließ sie sich in Chicago nieder und arbeitete in verschiedenen Revuen, unter anderem mit King Olivers Jazz Band. Ihre ersten Aufnahmen entstanden 1925 für das Label Okeh Records, wo sie von Louis Armstrong und dem Pianisten Richard M. Jones bei den Songs „Pratt City Blues“, „Low Land Blues“ und „Kid Man Blues“ begleitet wurde. 1926 wurden in gleicher Besetzung die Titel „Georgia Man“ und „Trouble in Mind“ aufgenommen. 1927 entstanden mit Lonnie Johnson im Duett „Hard Times Blues“, „Weary Money Blues“, „Tell Me Why“ und „Speedway Blues“. 1928 sang sie mit Tampa Red die Vokal-Duette „Hard Times Blues“, „Christmas Man Blues“, und 1929 mit „Scrapper“ Blackwell & The Two Roys, Leroy Carr am Klavier, den Song „Non-skid Tread“. In der Zeit von 1925 bis 1929 nahm Bertha „Chippie“ Hill insgesamt 23 Titel auf.
In den 1930er Jahren zog sie sich aus dem Musikgeschäft zurück, um ihre Kinder groß zu ziehen. Im Jahr 1946 hatte Bertha Hill ein Comeback mit Lovie Austins Blues Serenaders; für Rudi Bleshs Label Circle Records nahm sie einige Titel auf, wie den „Blues Around the Clock“. Sie sang auch in Bleshs Radioprogramm „This is Jazz“ und gab Konzerte in Clubs in New York, wie 1947 im Village Vanguard und 1948 in der Carnegie Hall mit Kid Ory; außerdem trat sie noch auf dem Pariser Jazz Festival auf und arbeitete mit Art Hodes in Chicago. Ihre erfolgreiche Karriere endete 1950, als sie in New York von einem Auto überfahren wurde und dabei tödliche Verletzungen erlitt. Sie starb in einem Harlemer Krankenhaus und wurde auf dem Lincoln Cemetery in Blue Island, Cook County (Illinois) beerdigt.

## Diskographische Hinweise
- 2005 – Complete Works, Vol. 1 – (1925-1929)